# Linus Seif

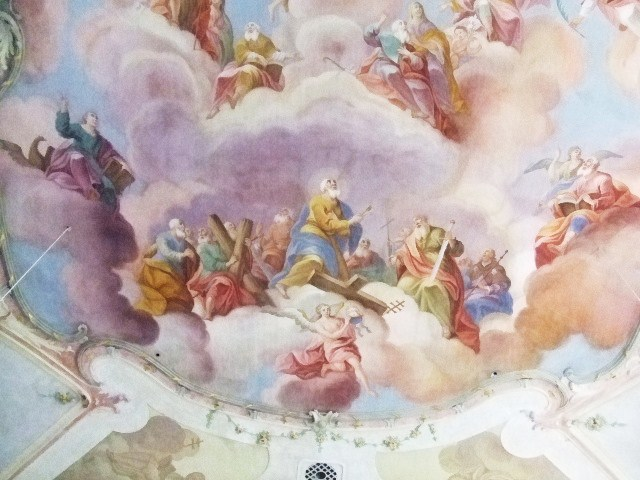
Deckenfresko von Linus Seif in der Pfarrkirche St. Sebastian in Untrasried

Linus Seif (* 1727; † 1800) war ein Maler, dessen Wirkungskreis in Bayerisch-Schwaben lag.

## Lebenswerk
Seine Familie soll Ursprünge in Thingers, einem heutigen Stadtteil von Kempten, haben. Zu seinen Werken gehören mehrere Brustbilder von Franziskanerheiligen im Kloster Lechfeld, ein Hochaltarbild in der Kirche St. Martin und Alexander in Waltenhofen sowie Deckenfresken in Kirchen von Untrasried, Oberthingau, Ottacker (St. Othmar) und Rechtis (St. Ulrich). Diese Werke stammen aus den Jahren 1775 bis 1790, während seine Deckenmalereien in der Pfarrkirche von Bizau im Bregenzerwald bereits ins Jahr 1759 datieren. Es wird angenommen, dass die Deckenfresken in der Pfarrkirche von Lauben auch von Seif stammen.